# 波利宫

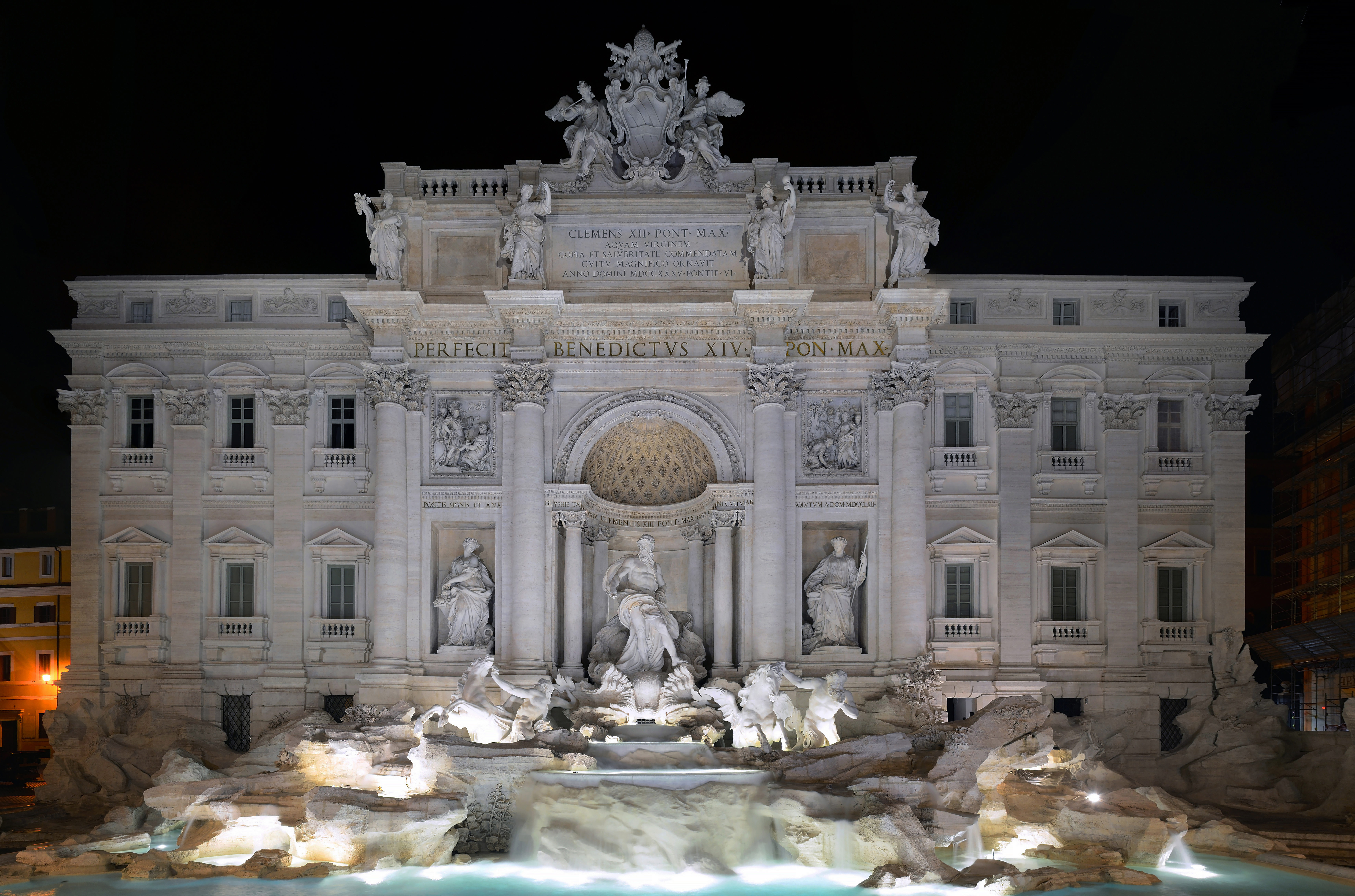
波利宫

波利宫（義大利語：Palazzo Poli）是意大利罗马的一座宫殿，构成特萊維噴泉的背景。路易吉·范维德里赋予它一个宏伟的立面。在19世纪30年代，季娜伊達·沃爾孔斯卡婭公主在此举行奢华的派对。1730年，宫殿的中央部分被拆除，为大喷泉腾出位置。